# دعامة

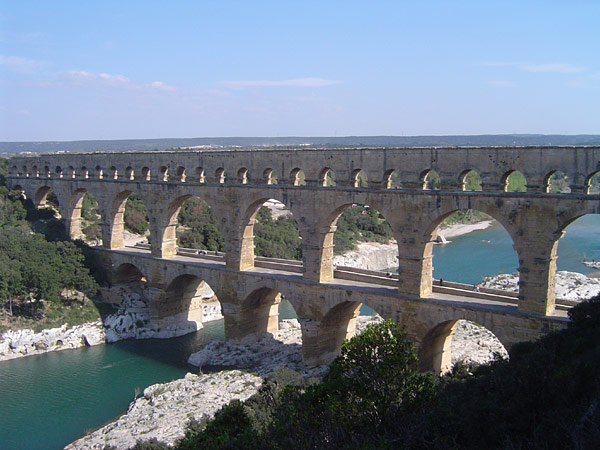
دعامة جسر

الدعامة  عبارة عن عمود أو شكل هندسي يستخدم عادة في المباني لدعمها ومنعها من السقوط,و طولها يسمي طول البحر (هندسة)   
يستخدم رمز الدعامة في بعض الدول للدلالة أيضا على جزء من مكونات شعار الدولة.